# Commer (vrachtwagenmerk)
Commer was een Britse autofabrikant met het gelijknamig automerk, die bestel- en vrachtauto’s produceerde gedurende de periode 1905-1979. Ten gevolge van overnames ging de merknaam ten onder.
Deze onderneming was eigendom van Commercial Cars Limited, een bedrijf dat in september 1905 in Luton werd opgericht door HCB Underdown, directeur van Direct United States Cable Co en HG Hutchinson, directeur van Royal Exchange Assurance om bedrijfsauto's, bussen, brandweerauto's en allerlei industriële voertuigen te produceren. 
In 1920 werd het beschreven als de eerste onderneming die gespecialiseerd was in de productie van bedrijfsvoertuigen met een interne verbrandingsmotor.

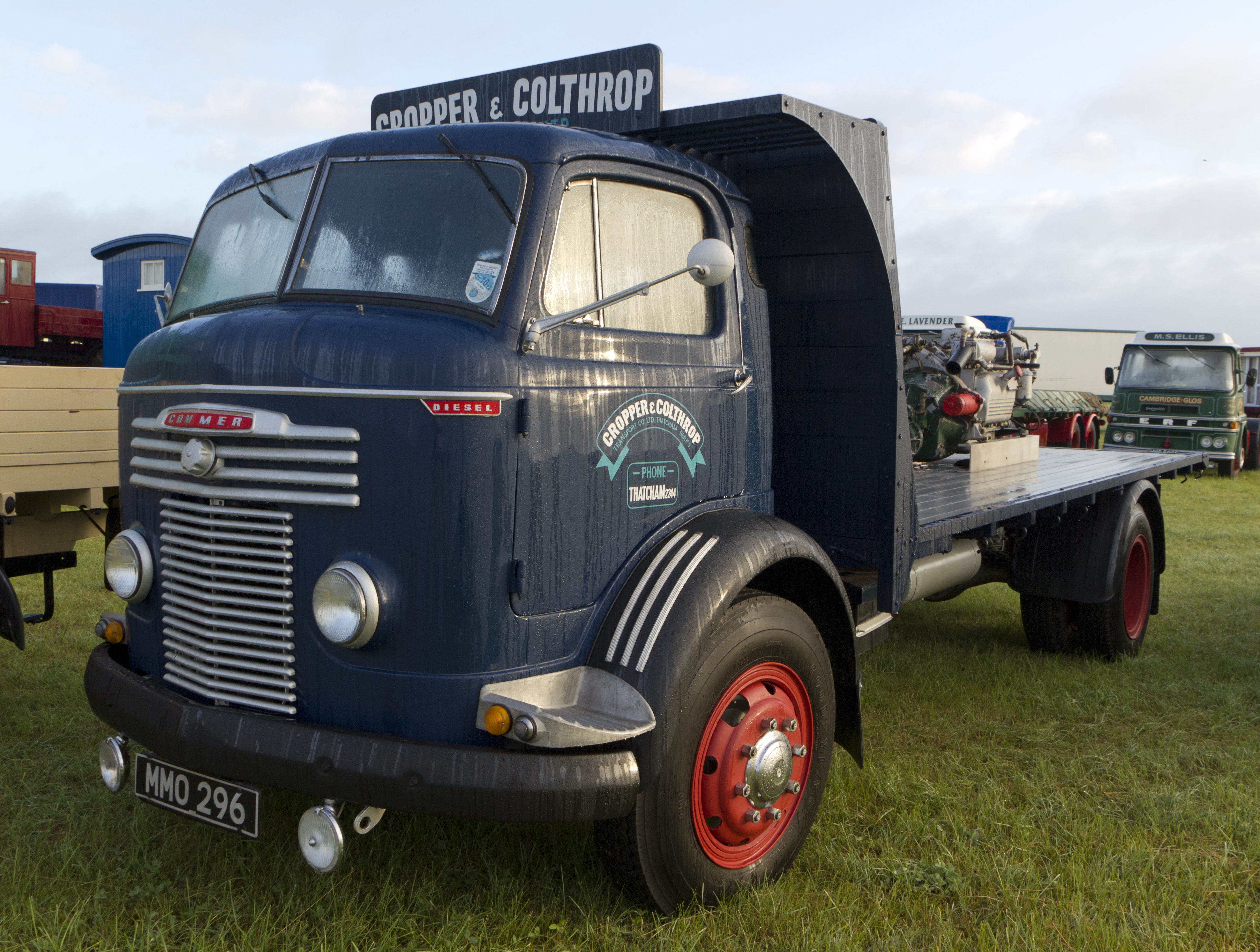
Commer TS3 uit de jaren 50, gerestaureerd

Het bedrijf ontwierp en bouwde zijn eigen dieselmotoren voor zijn zware bedrijfsvoertuigen, waarvan het opmerkelijkste product de TS3-motor was: een vlakke 3,3 liter drie-cilindertweetaktdieselmotor.
In 1931 trad het bedrijf toe tot de Rootes-groep. 
Vanaf 1964 kocht het Amerikaanse Chrysler Concern Rootes in gedeelten op, waardoor de merknaam Commer langzaamaan op de producten werd vervangen door de Amerikaanse merknaam Dodge. De laatste Commer verscheen in 1970.
In 1979 werd het bedrijf overgenomen door Peugeot, waarmee aan de naam Commer een einde kwam.
In Nederland werden producten van dit merk geïmporteerd door het in 1930 opgericht Haagse Autobedrijf Ten Hoeve. 
De bekendste types die hier op de weg verschenen, waren de bestelauto’s: Supervan, BF, Walk-Thru, Imp Van en de vrachtauto’s: TS3. De BF en de Walk-Thru waren een bekende verschijning door hun inzet in het landelijk pakketvervoer van Van Gend & Loos. 
De Walk-Thru is later velen malen, na afstoting door Van Gend en Loos, omgebouwd tot kampeerauto. In de ANWB Autokampioen heeft in de jaren 80 zelfs een ombouwbeschrijving gestaan van "bestelauto naar kampeerauto", waarbij de Walk-Thru als basis heeft gediend.